# Сукачі (Вишгородський район)
Сукачі́ — село в Україні, у Іванківській селищній громаді Вишгородського району Київської області. Населення становить 1617 осіб.
Поштовий індекс — 07205. Займає площу — 2,6 км².
У Сукачах знаходиться одна школа, дитячий садок, сільська бібліотека, церква.
Густота населення 629,23 осіб/км²

## Географія
Село Сукачі розташоване на північ від міста Києва на відстані 75-80- км, на північ від районного центру на відстані 3-х кілометрів на лівому березі річки Тетерів — правої притоки Дніпра. Через село прокладена дорога, що зв'язує Чорнобиль з Києвом.

## Виникнення назви села
Існує три легенди про виникнення назви села.
Перша: за переказами село створилось у віковічних мішаних лісах, у заплавах річки Тетерів. Тут росли непрохідні віковічні дуби на підзолистих і піщаних ґрунтах, росли також велетенські сосни. У лісах водилось безліч самої різноманітної дичини: дикі свині, дикі кози, з хижих — вовки та лисиці, з птахів — глухарі та рябчики. Перших поселенців, що поселилися на лісах понад річкою, називали Сукачами. Назва ця походить ніби від сучкуватих та гіллястих дерев розлогого лісу. Але ця легенда малодостовірна.

Друга: перші поселенці займались промислом — сукали (вили) вірьовки. Але і ця назва мало відповідає дійсності, тому що в населеному пункті коноплі вирощували в невеликій кількості, а льон почали вирощувати,  недавно.
Третя: перші поселенці були громадяни з прізвищем Сукачі. Також в селі залишилась назва озера під назвою Сукачевого. За переказами це озеро було великим і глибоким з крутими берегами. Поселенець Сукач під'їхав до нього з метою напоїти свого коня в упряжці, а сам сів і сидів на возі. Кінь раптово кинувся у воду і, не вибравшись з крутих і глибоких берегів, а разом з ним утонув і його господар Сукач.
Більшість старожилів підтримують історію виникнення назви села, яка походить від третьої легенди.

## Історія заснування села
Точних документальних даних про заснування села Сукачі не встановлено. За переказами старожила — Овсянникова Гаврила Артемовича — село було засновано у 1560—1570 рр. В архівних відомостях назва села Сукачі зустрічається за 1610 рік, коли Степан Немірич скаржився на Григорія Пашкевича. Ось 11 зразок:
«Жалоба Стефана Немирыча на Григория Пашкевича в том, что он летом, ещё 1610 года, собрав несколько тысяч людей свовольных, грабил имения, принадлежащих как Немирычу, так и другим дворянам…»
«Року 1611, месяца Генваря, 14 дня… Григорий Пашкевич с помочю того своевольного люду, яко один разбойник на местность мою всю, так Чернеховскую, яко и Шершневскую… И на местность мою Приборскую, на Сукачи, на Пироговичи и Мосейковичи року прошлого, тысяча шестьсот десятого, летом, мало не через увсе лето наезджаючи, великие, незмирные шкоды и подданым моим чинили…»
За архівними даними на 1900 рік в с. Сукачах було 161 двір з населенням 896 чоловік (з них було 440 чоловіків, жінок — 456). Основним заняттям населення було землеробство, скотарство. Частина селян відривалась на заробітки (на грабарні земляні роботи) в Московську, тульську та ін. області. Станом на 1900 рік в Сукачах налічувалось 983 десятин землі, господарство велось по трьохпільній системі. В селі була 1 кузня і 12 вітряних млинів.
Все населення с. Сукачі, а також навколишніх сіл (Пироговичів, Приборська) були кріпаками пана Рика Бориса та його сестри Кузницької. 70 % земель належали поміщикові, селяни користувались невеличким відрізками землі — від 1,5 до 2-х десятин землі. За них селяни сплачували великі податки як грішми, так і натурою. Крім того, селяни-кріпаки мусили відробляти оброк — виорати та засіяти панські землі, зняти урожай та обмолоти його.
На території села, між Сукачами і теперішньою Федорівкою, був побудований спиртовий завод, сировиною для якого була, в основному, картопля та жито. На заводі працювала дворова челядь, а також кріпаки, які відробляли повинності. В селі не було жодного двора, щоб ніхто не був заборгований панові. З кожним роком росли податки побори, життя селян ставало дедалі більш нестерпним. Вони часто повставали проти своїх гнобителів. Кріпаки мали своїх ватажків. Відомим ватажком селянської боротьби в 1610—1611 роках був Григорій Пашкевич.

## Революція 1917 року
В ці роки в селі Сукачі почалося створення першого соціал-демократичного гуртка. Керівниками цього руху були Проява Григорій («Красний») та Свирид Юрченко. Пізніше був такий же гурток, в який входили Проява Панас Григорович (син «Красного»), Юрченко Кирило, Дмитро Василь (сини Юрченка) та інші. Збиралися гуртківці в землянці Прояви Григорія. Соціал-демократи (або як їх називали демократами) читали на своїх зборах заборонену літературу, листівки. До гуртківців часто навідувались представники з Києва, прізвища яких до цього часу залишились невідомими. Вони постачали місцевих демократів забороненою літературою й листівками.
6 березня 1917 року в с. Сукачі під керівництвом соціал-демократів відбувся переворот. Селяни вигнали поміщицю Куницьку з її маєтку, і влада перейшла до рук сільських соціал-демократів. По всій губернії йшла революційні бої, які остаточно закінчилися в 1917 році. В Сукачах був обраний революційний комітет на чолі з Проявою Панасом Григоровичем. До комітету також увійшли Давиденко Федір, Руденко Данило, Проява Сава, Юрченко Дмитро, Юрченко Кирило та інші. Пізніше Проява Панас очолив Іванківський районний комітет, а головою ревкому в селі Сукачі був обраний його друг і соратник Юрченко Кирило. В період громадянської війни по всій країні оперували загони Махна, Петлюри, Марусі, Струка Особливо дався взнаки Струк, що діяв на території Чорнобильського та Іванківського районів.
Струківці, налітаючи на села Іванківського району, розправлялися з соціал-демократами та їх прихильниками. Деякі селяни вступали у загону Струка: Марко Коноваленко, Явтух Онопрієнко, Гордій Проява, Терешко Онопрієнко. Замісником Струка був призначений Коноваленко М. К.
7 (20) листопада 1917 року, відповідно до Третього Універсалу Української Центральної Ради, увійшло до складу Української Народної Республіки.

## Колективізація
Іванківський районний комітет партії направляв на роботу в село комуністів Лобана Івана Васильовича та Іваненка Миколу Івановича. Першим головою Сільської ради в селі Сукачі був Лобан І. В. Першими активістами і організаторами колективного господарства в Сукачах були Косько Горпина, Черненко Трохим, Проява Овсій та інші.
В селі розгоряється боротьба з місцевим заможним населенням, яке чинило опір створенню колективного господарства. На початку 1932 року — в час створення колективного господарства, було лише 20 господарств, в 1940 році в колгосп об'єднались 99 % селянських господарств. Решта вважались робочими, господарі яких працювали на різних підприємствах та установах в районному центрі-селищі Іванкова. 1940 рік був роком повної колективізації. На час повної колективізації за колгоспом було закріплено 3550 га землі, з них — 990 га орної, близько 700 га сінокосу, а решту було засаджено молодим сосновим лісом.

## Німецько-радянська війна. Післявоєнний період
22 червня 1941 року почалася Німецько-совєцька війна. Місцеві комсомольці евакуювали велику кількість худоби, заховали с/г техніку та дрібний с/г інвентар. Під час окупації з села брали молодь до Німеччини і збирати податки на користь Німеччини. Люди скоро почали ухилятись від виконання цих наказів, а молодь утікала з села. Великою допомогою для молоді села став районний лікар терапевт Іванківської лікарні Галіос Артем Мусійович. Своїм лікарським свідченням він повертав молодь з неволі.
Після війни в селі було створено комуністичну організацію, яку очолив голова сільської ради — Онопрієнко Дмитро Микитович. Головою колгоспу був обраний комуніст Бондаренко Микита Прокопович. Сукачівський колгосп був влитий в господарство колгоспу ім. Комінтерну селища Іванків.

## Село за часів СРСР
До революції був всього 161 двір з населенням 896 чоловік, після Другої світової війни — понад 460 господарств з населенням понад 3000 чоловік.
Замість земської двокласної школи в селі побудовано двоповерхову цегляну школу на 12 класних кімнат з кабінетами, спортивним залом, а замість 1 учителя земської школи — 18 учителів. Замість 30 дітей, які одержували початкову освіту, стало понад 350 учнів, котрі одержують освіту за 8 класів. В селі побудований медичний пункт, будинок колгоспника на 800 місць, прокладена шосейна дорога Чорнобиль-Київ. Село повністю електрифіковане, радіофіковане. Велосипеди, мотоцикли та моторолери ввійшли в широкий побут колгоспної молоді. В селі повністю ліквідована неписьменність та малописьменність. З'явилися свої вчителі, агрономи, лікарі, інженери, фахівці с/г, механізатори.

## Незалежна Україна
12 червня 2020 року, відповідно до розпорядження Кабінету Міністрів України № 715-р «Про визначення адміністративних центрів та затвердження територій територіальних громад Київської області», увійшло до складу Іванківської селищної територіальної громади.
19 липня 2020 року, в результаті адміністративно-територіальної реформи та ліквідації Іванківського району, село увійшло до складу новоутвореного Вишгородського району.

## Російське вторгнення в Україну (2022)
З кінця лютого до 1 квітня 2022 року село було окуповане російськими військами.

## Відомі уродженці
- Кононенко Іван Васильович (15.03.1940) — заслужений будівельник України (1998), директор ДБУ — 39 (з 1984 р.), нагороджений орденом «Знак Пошани» (1986).
- Ільницький Василь Миколайович (04.04.1951 — 08.08.2008) — заслужений працівник транспорту України (25.04.2001), працював водієм Іванківського автопідприємства.
- Онопрієнко Леонід Микитович (25.02.1935 — 22.11.2012) — нагороджений Почесною грамотою Президії Верховної Ради Української РСР (30.12.1986), відмінник охорони здоров'я, працював головним районним педіатром. Уродженець села.